# Tampa Bay FC
Der VSI (VisionPro Sports Institute) Tampa Bay FC war eine US-amerikanische Fußballmannschaft aus Tampa, Florida. Die Männermannschaft des 2011 gegründeten Franchise spielte ab der Saison 2013 in der drittklassigen USL Professional Division. Nach dieser Saison wurde die Mannschaft aufgelöst.

## Geschichte
Der VSI Tampa Bay FC wurden 2011 als Teil der English football development academy, VisionPro Sports Institute, gegründet, um professionellen und Jugendfußball in den Vereinigten Staaten zu etablieren.
2013 wird die Mannschaft in der drittklassigen USL Professional Division spielen.
Die Mannschaft trug ihre Spiele im JC Handly Sports Complex aus.

## Saisonstatistik
| Jahr | Ligenstufe | Liga | Regular Season | Play-offs          | US Open Cup | Zuschauerdurchschnitt | Bester Torschütze | Tore |
| ---- | ---------- | ---- | -------------- | ------------------ | ----------- | --------------------- | ----------------- | ---- |
| 2013 | 3          | USL  | 10. Platz      | nicht qualifiziert | 2. Runde    | 452                   | Mauricio Salles   | 10   |